# 马西莫浴场宫

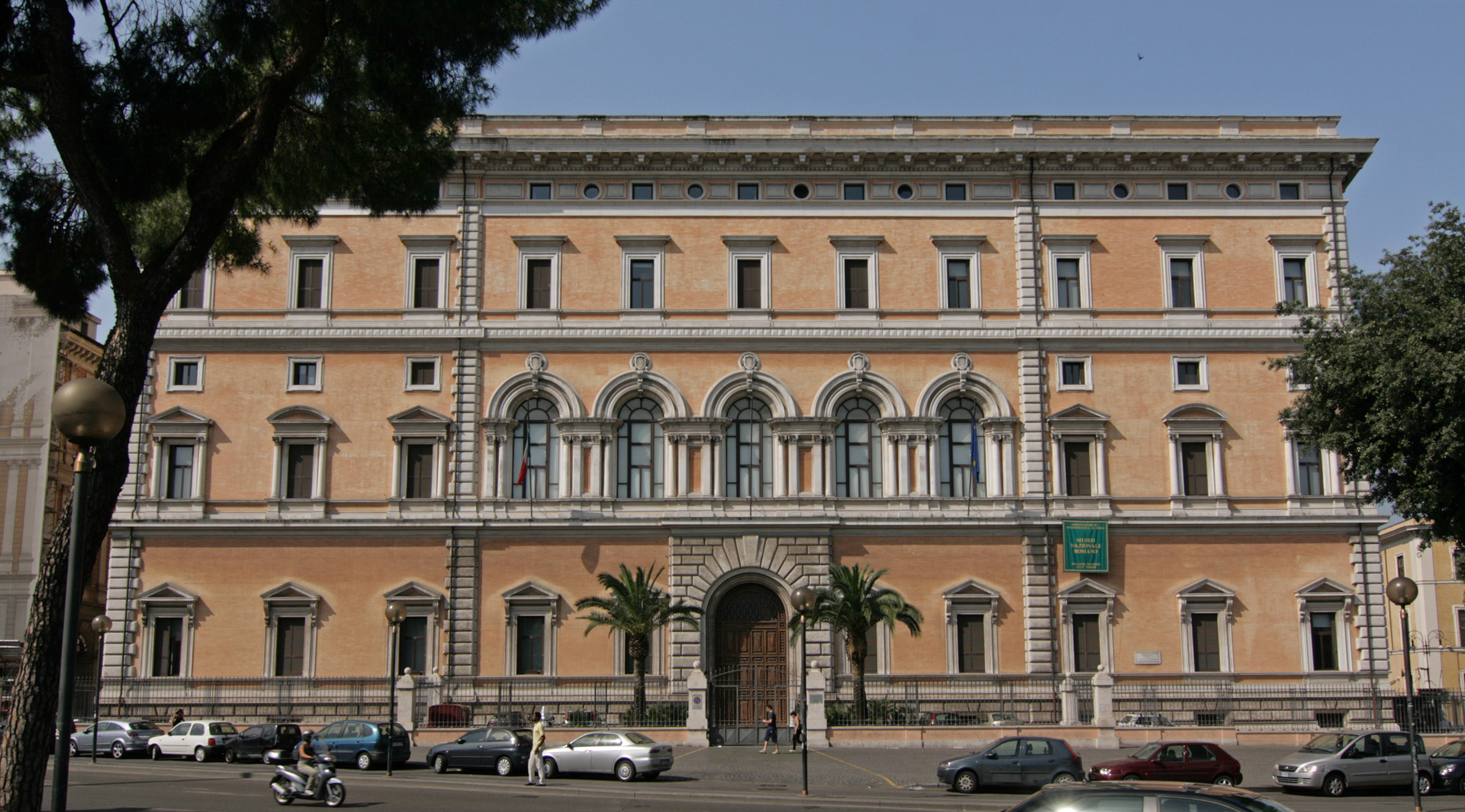
马西莫浴场宫

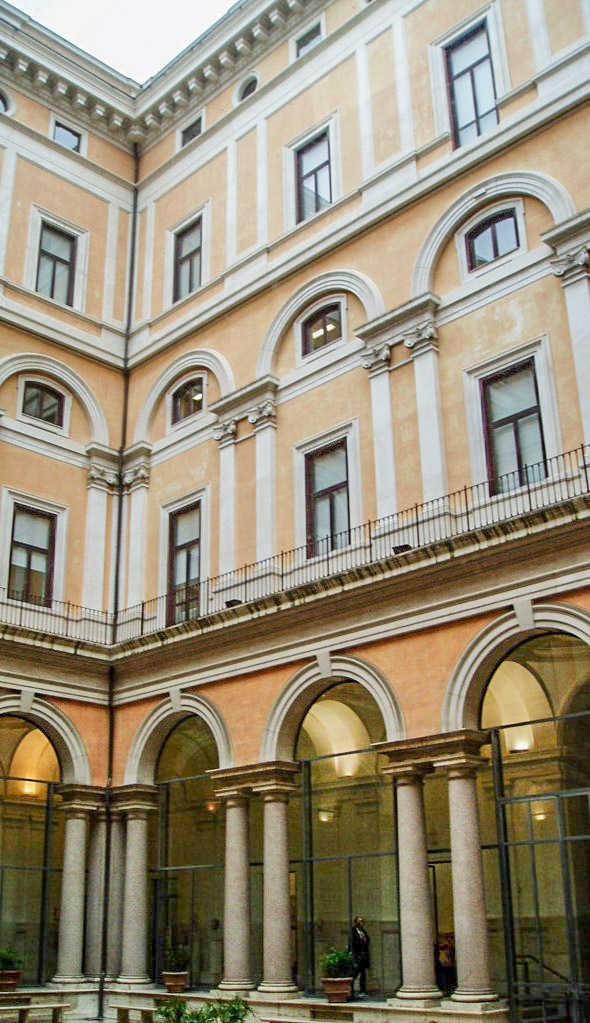
庭院

马西莫浴场宫（義大利語：Palazzo Massimo alle Terme）是罗马的一座宫殿，位于Castro Pretorio区的 Cinquecento广场，靠近特米尼车站。
它建于1883年到1886年，马西莫家族最后的后裔，耶稣会神父Massimiliano 马西莫，在属于家族的土地上兴建了这座办公楼，建筑师是卡米洛Pistrucci。 
兴建这座建筑时，拆除了较早的建筑柏瑞迪宫（属于西斯都五世，因此也称为西斯廷），该建筑所在的16世纪的柏瑞迪蒙塔尔托别墅（丰塔纳作品），也因修建火车站而彻底消失。这座新建筑成为耶稣会学院的所在地，后来以其创始人命名为Istituto Massimiliano Massimo，直到1960年迁往EUR区。 
1981年，这座建筑被意大利国家购买，由建筑师Dardi修复，1992年成为罗马国立博物馆的一部分，展示考古发掘的古希腊罗马雕塑和壁画。